# A cukorbáró
A cukorbáró (eredeti cím: Cane) egy 2007-es amerikai tévésorozat, mely egy családi likőrgyár irányításáért folytatott harcról szól. A sorozat nem hozta meg a remélt nézettségét, ezért a tizenharmadik epizóddal abbahagyták a gyártását és nem folytatták tovább. Magyarországon a TV2 mutatta be 2008. március 7-én, majd 2010-es indulásakor a FEM3, 2011. június 12-től pedig a Story4 is műsorra tűzte.

## Cselekmény
Pancho Duque Kubából emigrált az Egyesült Államokba, Miamiba, hogy ott később likőrgyárat alapítson. Az évek során az üzem birodalommá nőtte ki magát, és jelentős anyagi hasznot hozott a Duque családnak. Idős korára azonban Pancho szeretne visszavonulni és a vállalat irányítását átadni valaki másnak. Ezt a befolyásos pozíciót viszont nem vér szerinti fiának, Franknek szánja, hanem a sokkal rátermettebb fogadott fiának, Alex Vegának. Amint híre megy a visszavonulásnak, nem csak a családon belül indul meg az áskálódás, féltékenység és intrika, de a konkurencia is úgy gondolja esélye lehet a Duque vállalatot megszerezni. Az akarnok Alex azonban elégedetten foglalja el helyét a cég élén, és minden eszközt bevet a vállalat épségéért.

## Szereplők
| Szerep        | Színész          | Magyar hang        |
| ------------- | ---------------- | ------------------ |
| Alex Vega     | Jimmy Smits      | Kőszegi Ákos       |
| Pancho Duque  | Héctor Elizondo  | Kertész Péter      |
| Frank Duque   | Nestor Carbonell | Koncz István       |
| Amalia Duque  | Rita Moreno      | Illyés Mari        |
| Ellis Samuels | Polly Walker     | Kiss Erika         |
| Isabel Vega   | Paula Trubay     | Radó Denise        |
| Henry Duque   | Eddie Matos      | Rajkai Zoltán      |
| Jaime Vega    | Michael Trevino  | Gacsal Ádám        |
| Katie Vega    | Lina Esco        | Bogdányi Titanilla |
| Rebecca King  | Alona Tal        | Kálmánfi Anita     |
| Vince Grasso  | Jason Beghe      | Trokán Péter       |

## Epizódok
| #   | Cím                        | Rendező             | Író                      | Premier                               | Nézettség   | Gyártási szám |
| --- | -------------------------- | ------------------- | ------------------------ | ------------------------------------- | ----------- | ------------- |
| 1.  | Pilot                      | Christian Duguay    | Cynthia Cidre            | 2007. szeptember 25. 2008. március 7. | 11,2 millió | 101           |
| 2.  | The Work of a Business Man | Sanford Bookstaver  | Cynthia Cidre            | 2007. október 2. 2008. március 14.    | 9,2 millió  | 102           |
| 3.  | The Two Alex Vegas         | Peter Markle        | Peter Noah               | 2007. október 9. 2008. március 21.    | 9,1 millió  | 103           |
| 4.  | Family Business            | Andrew Bernstein    | Anne McGrail, Peter Noah | 2007. október 16. 2008. március 28.   | 8,5 millió  | 104           |
| 5.  | Brotherhood                | Sanford Bookstaver  | Michael Foley            | 2007. október 23. 2008. április 4.    | 8 millió    | 105           |
| 6.  | A New Legacy               | Paul Holahan        | Nicole Mirante           | 2007. október 30. 2008. november 1.   | 8,1 millió  | 106           |
| 7.  | One Man is an Island       | Alex Zakrzewski     | Bruce Rasmussen          | 2007. november 6. 2008. november 8.   | 7,8 millió  | 107           |
| 8.  | All Bets Are Off           | Karen Gaviola       | Dailyn Rodriguez         | 2007. november 13. 2008. november 15. | 7,3 millió  | 108           |
| 9.  | The Exile                  | Jesús S. Treviño    | Joe Hortua               | 2007. november 20. 2008. november 22. | 7,5 millió  | 109           |
| 10. | Time Away                  | Sanford Bookstaver  | Peter Noah               | 2007. november 27. 2008. november 29. | 6,5 millió  | 110           |
| 11. | Hurricane                  | Leon Ichaso         | Bruce Rasmussen          | 2007. december 11. 2008. december 6.  | 8 millió    | 111           |
| 12. | The Perfect Son            | James Whitmore, Jr. | Cynthia Cidre            | 2007. december 11. 2008. december 13. | 7,9 millió  | 112           |
| 13. | Open and Shut              | Felix Alcala        | Peter Noah               | 2007. december 18. 2008. december 20. | 7,1 millió  | 113           |